# 8695 Bergvall
8695 Bergvall är en asteroid i huvudbältet som upptäcktes den 17 mars 1993 i samband med det svenska projektet UESAC. Den fick den preliminära beteckningen 1993 FW8 och namngavs senare efter den svenske astronomen Nils Bergvall.
Bergvalls senaste periheliepassage skedde den 20 februari 2020.[Uppdatering behövs]